# Ordnungsdimension
In der Ordnungstheorie, einem der Teilgebiete der Mathematik, versteht man unter der Ordnungsdimension eine bestimmte Kardinalzahl, die jeder teilweise geordneten Menge zugeordnet ist. Grundlage dieser Zuordnung ist ein auf die beiden Mathematiker Ben Dushnik und Edwin W. Miller zurückgehender Lehrsatz, der als Satz von Dushnik-Miller bekannt ist und besagt, dass jede teilweise Ordnung die Schnittmenge von linearen Ordnungen ist. Die Ordnungsdimension einer teilweise geordneten Menge {\displaystyle (X,\leq )} ist dann definiert als die kleinste Mächtigkeit von allen Systemen linearer Ordnungsrelationen auf {\displaystyle X}, durch die {\displaystyle \leq } als Durchschnitt gemäß dem Satz von Dushnik–Miller dargestellt werden kann. Sie wird kurz mit {\displaystyle \operatorname {odim} (X,\leq )} oder {\displaystyle \dim(X,\leq )} bezeichnet.

## Der Satz von Dushnik-Miller
Er besagt folgendes:
Jede teilweise Ordnung ist der Durchschnitt von linearen Ordnungen.
Das heißt:
Ist {\displaystyle (X,\leq )} eine teilweise geordnete Menge, so existiert auf der Trägermenge {\displaystyle X} ein System {\displaystyle {\mathfrak {L}}} von linearen Ordnungsrelationen mit
{\displaystyle \leq \;=\,\bigcap _{L\in {\mathfrak {L}}}\,L}.